# NGC 7566
NGC 7566 ist eine Spiralgalaxie mit aktivem Galaxienkern vom Hubble-Typ Sa im Sternbild Fische auf der Ekliptik. Sie ist schätzungsweise 361 Millionen Lichtjahre von der Milchstraße entfernt und hat einen Durchmesser von etwa 150.000 Lj.
Im selben Himmelsareal befinden sich u. a. die Galaxien NGC 7544, NGC 7546, NGC 7554, NGC 7556.
Das Objekt wurde am 20. September 1784 vom deutsch-britischen Astronomen Wilhelm Herschel entdeckt.